# Andrena selcuki
Andrena selcuki är en biart som beskrevs av Erwin Scheuchl och Canan Hazir 2008. Andrena selcuki ingår i släktet sandbin, och familjen grävbin. Inga underarter finns listade i Catalogue of Life.